# Scincella huanrenensis
Espèce
Scincella huanrenensis est une espèce de sauriens de la famille des Scincidae.

## Répartition
Cette espèce se rencontre :
- en Corée ;
- dans la province du Liaoning en République populaire de Chine.

## Étymologie
Son nom d'espèce, composé de huanren et du suffixe latin -ensis, « qui vit dans, qui habite », lui a été donné en référence au lieu de sa découverte : le xian autonome mandchou de Huanren.

## Publication originale
- Zhao & Huang, 1982 : A survey of amphibians and reptiles in Liaoning Province [in Chinese]. Acta Zoologica Sinica, new ser., vol. 1, p. 1-23.